# Linea M1 (metropolitana di Copenaghen)
La linea M1 è una linea della metropolitana di Copenaghen, a servizio dell'omonima città, capitale della Danimarca. Il suo percorso si estende da Vanløse a Vestamager

## Storia
La volontà di costruire un transito ferroviario apparve fin dal 1992 con la legge di Ørestad, i primi progetti prevedevano un tram, una metropolitana leggera e un trasporto rapido, ma in seguito si decise di costruire solamente una metropolitana leggera. 
La costruzione della metropolitana venne divisa in due fasi, i lavori iniziarono nel 1996 con lo spostamento di tutte le sotto-reti e tubature. Entro il 1998 i cantieri aperti erano nelle prime 9 stazioni e in quasi tutti i tunnel di collegamento. Il primo treno iniziò a circolare tra le gallerie nel 2001. Il servizio venne inaugurato ufficialmente nel 2002 con la tratta Nørreport-Lergravsparken e Vesterport.

## Orari
La tabella mostra le frequenza dei treni durante tutto il giorno:
| Fascia oraria | Frequenza            |
| ------------- | -------------------- |
| 00.00–05.00   | 20 (15 nei weekends) |
| 05.00–07.00   | 6                    |
| 07.00–10.00   | 4                    |
| 10.00–15.00   | 6                    |
| 15.00–18.00   | 4                    |
| 18.00–24.00   | 6                    |

## Stazioni
- Vanløse
- Flintholm
- Lindevang
- Fasanvej
- Frederiksberg
- Forum
- Nørreport
- Kongens Nytorv
- Christianshavn
- Islands Brygge
- DR Byen
- Sundby
- Bella Center
- Ørestad
- Vestamager